# Drosera paleacea
Drosera paleacea är en sileshårsväxtart som beskrevs av Dc. Drosera paleacea ingår i släktet sileshår, och familjen sileshårsväxter.
Artens utbredningsområde är:
- Ashmore-Cartieröarna.
- Western Australia.

## Underarter
Arten delas in i följande underarter:
- D. p. leioblastus
- D. p. paleacea
- D. p. roseana
- D. p. stelliflora
- D. p. trichocaulis

## Bildgalleri

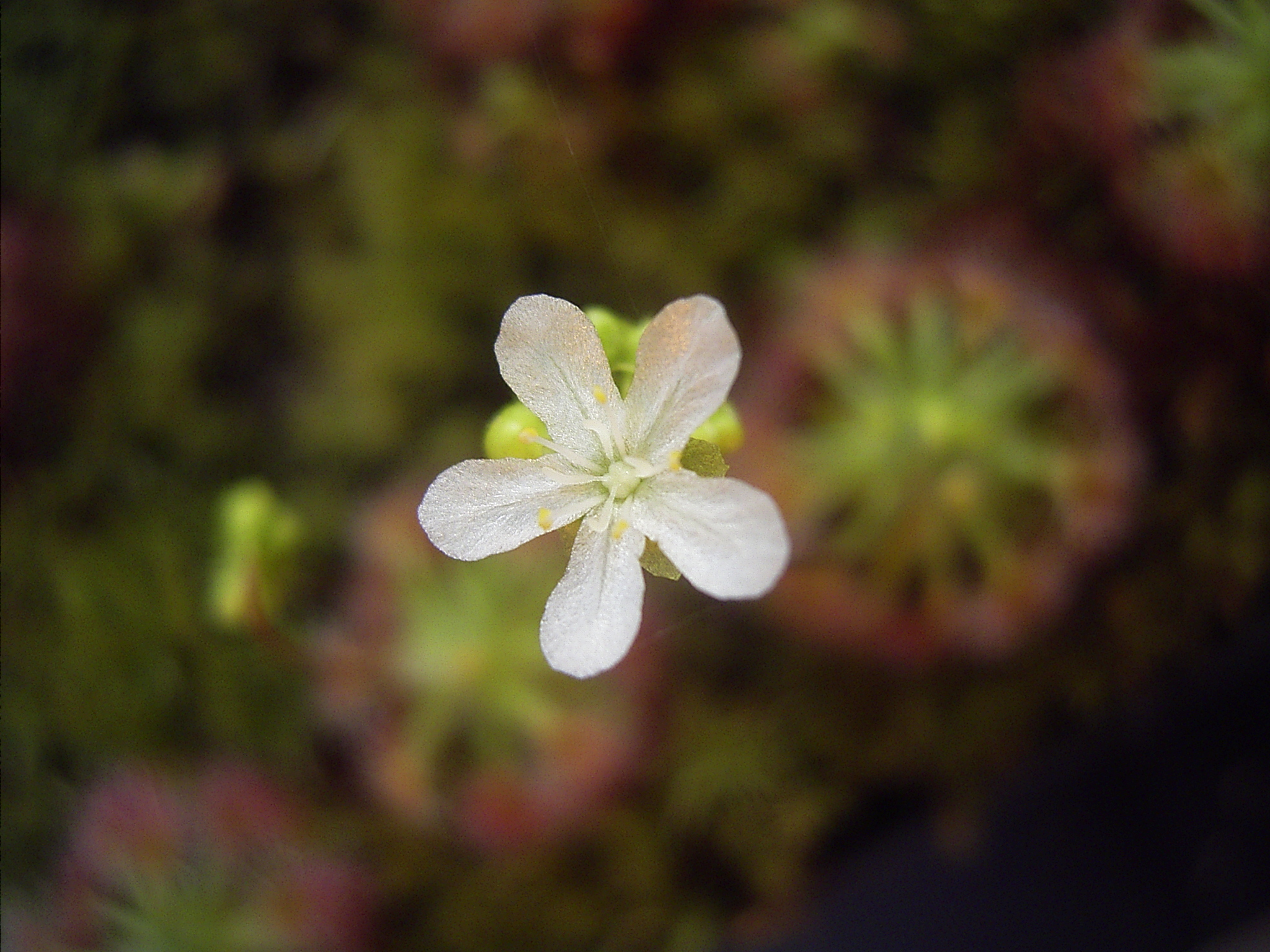
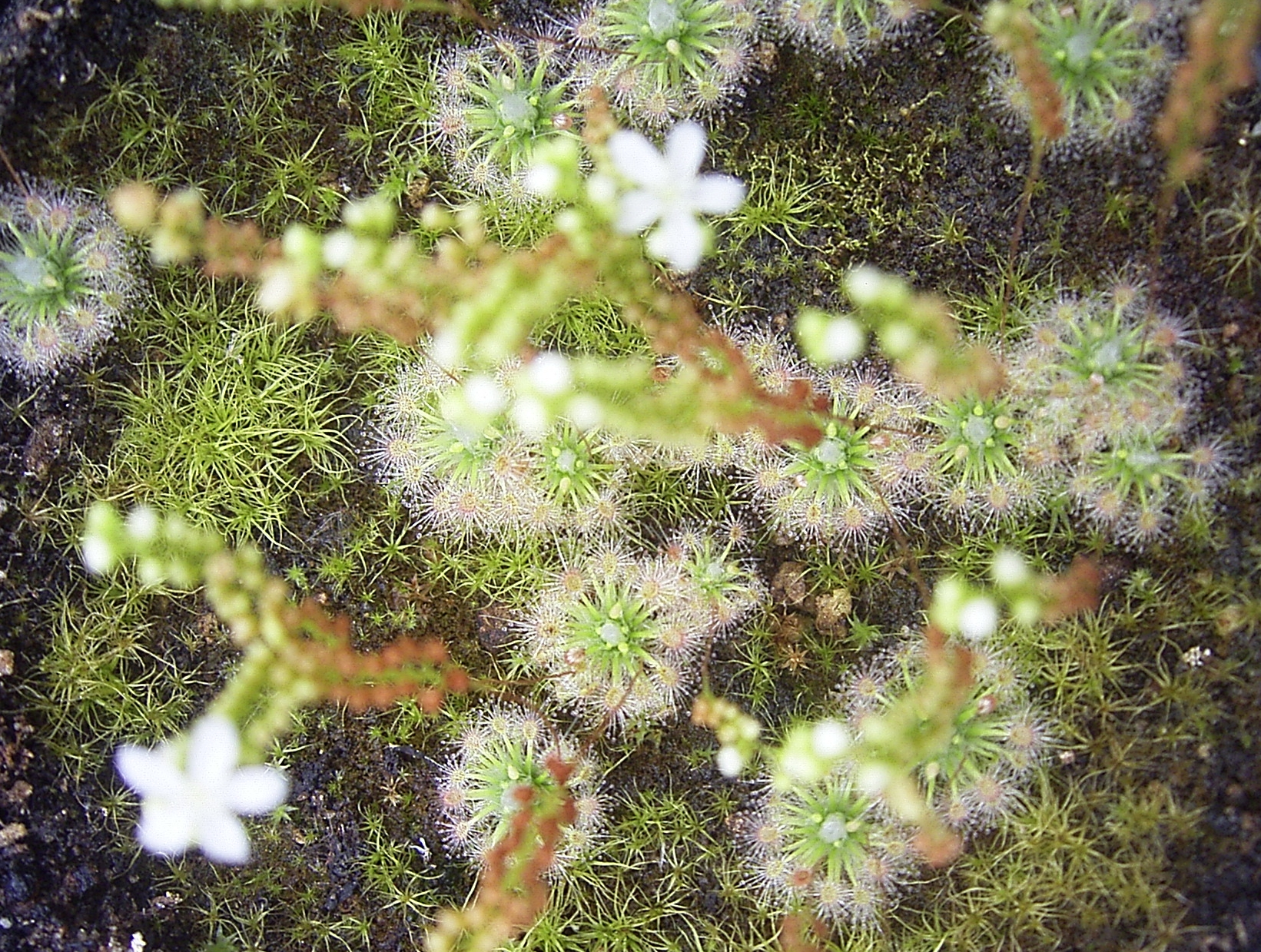
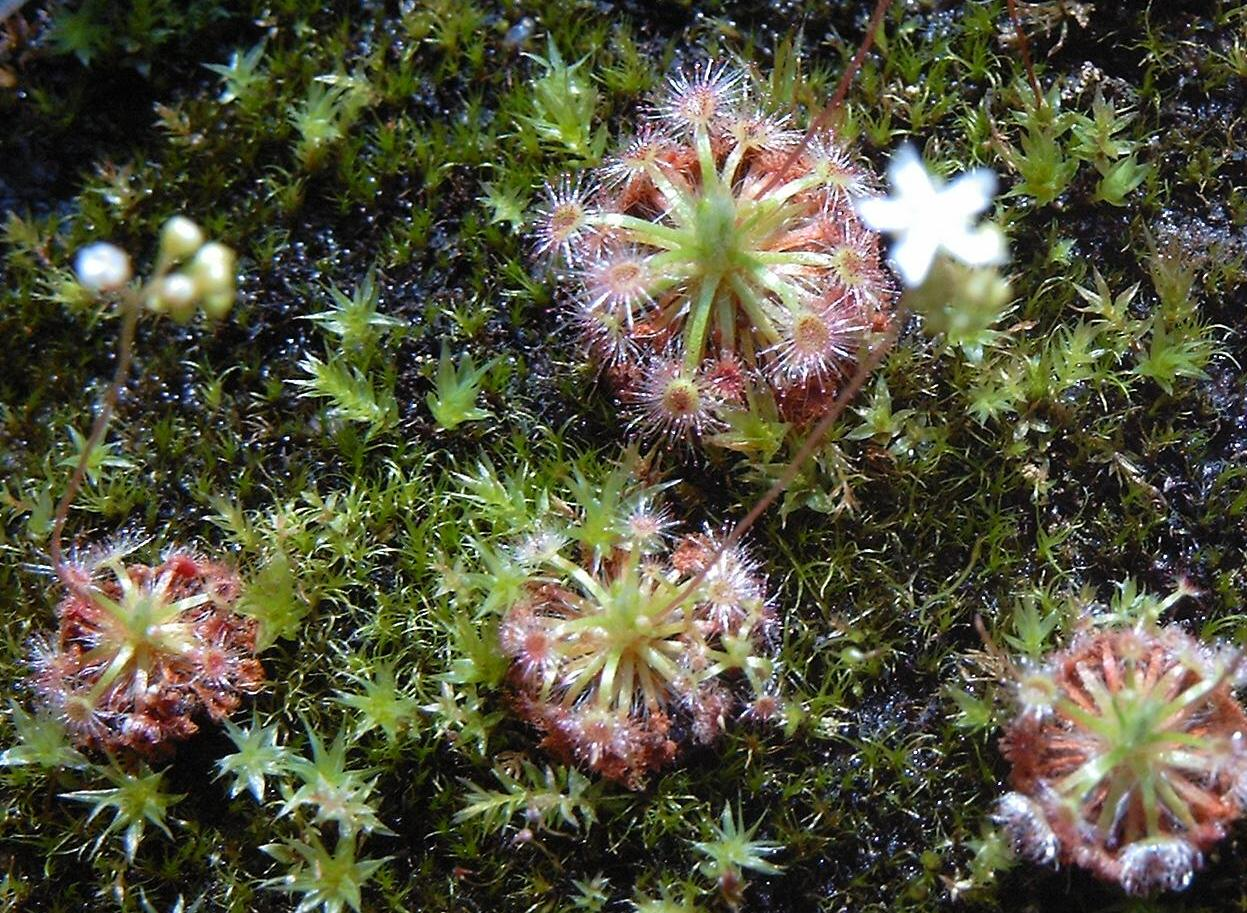
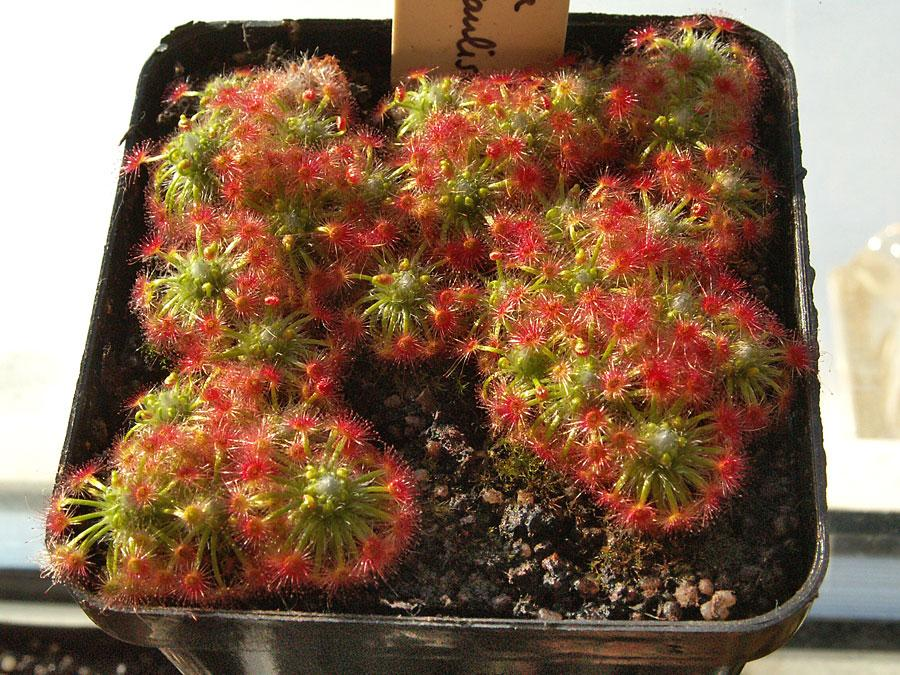
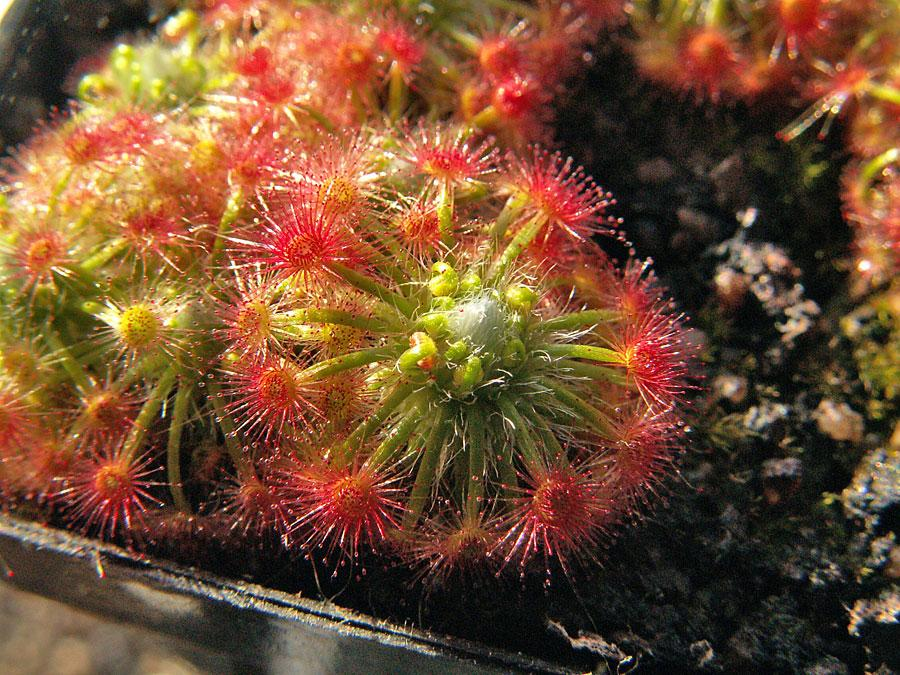